# Edith Cowan
Edith Dircksey Cowan (2 de agosto de 1861 - 9 de junho de 1932) foi uma política e ativista social australiana. Foi a primeira mulher eleita como representante de um parlamento australiano.

## Biografia
Edith Brown nasceu  a 2 de agosto de 1861 em Glengarry perto de Geraldton, na Austrália Ocidental. Segunda filha de Kenneth Brown e de Mary Eliza Dircksey, Edith nasceu no seio de uma família influente e respeitada que incluía o seu avôs Thomas Brown e John Burdett Wittenoom, além de um tio: Maitland Brown.
Quando tinha 7 anos de idade a sua mãe faleceu dando à luz, e o seu pai enviou-a para uma escola dirigida pelas irmãs Cowan, cujo irmão James, mais tarde, se tornaria seu marido. O pai de Edith voltaria a casar. Esse casamento não seria feliz e ele começaria a beber pesadamente. Quando Edith tinha 15 anos, o seu pai matou a sua segunda esposa, e em consequência desse crime, foi enforcado.
Após a morte do pai, Edith deixou a escola onde se encontrava e mudou-se para Guildford,provavelmente para ir viver com a sua avó. Por lá frequentou a escola de Canon Sweeting.
Aos dezassete anos Edith casa com James Cowan, então um funcionário público que detivera já numerosos cargos. Viveram em Malcom Street, West Perth, durante grande parte de suas vidas.